# Okręg wyborczy Bristol West
Okręg wyborczy Bristol West powstał w 1885 r. i wysyła do brytyjskiej Izby Gmin jednego deputowanego. Okręg obejmuje centralną i zachodnią część miasta Bristol.

## Deputowani do brytyjskiej Izby Gmin z okręgu Bristol West
- 1885–1906: Michael Hicks-Beach, Partia Konserwatywna
- 1906–1928: George Gibbs, Partia Konserwatywna
- 1928–1945: Cyril Culverwell, Partia Konserwatywna
- 1945–1951: Oliver Stanley, Partia Konserwatywna
- 1951–1957: Walter Monckton, Partia Konserwatywna
- 1957–1979: Robert Cooke, Partia Konserwatywna
- 1979–1997: William Waldegrave, Partia Konserwatywna
- 1997–2005: Valerie Davey, Partia Pracy
- 2005–2015: Stephen Williams, Liberalni Demokraci
- 2015– : Thangam Debbonaire, Partia Pracy